# طوكيو فيردي
طوكيو فيردي (بالإنجليزية: Tokyo Verdy)‏ (باليابانية: 東京ヴェルディ) ، هو نادي كرة قدم ياباني وهو نادي أساسي في اليابان وقد تأسس سنة 1991 م.

شعار النادي السابق

## إنجازاته
حصل نادي طوكيو فيردي بطولة دوري أبطال آسيا عام 1988م .

## أهم اللاعبين الذين لعبوا لنادي طوكيو فيردي خلال تاريخه
- هالك
- إدموندو
- بسمارك باريتو فاريا
- واشنطن سيركويرا
- رامون مينزيس
- ألكسندر لوبيس
- ارجيل فوقس
- أوسمار دونيزيتي كانديدو
- جيلبرتو ريبيرو غونكالفز
- أنطونيو بينديتو دا سيلفا
- إولر إلياس دي كارفاليو
- مواسير رودريغيز سانتوس
- دانييل دا سيلفا
- كارلوس ألبرتو دياز
- باتريك مبوما
- إدوين إيفانيي
- هني ماير

## وصلات خارجية
- الموقع الرسمي
- Tokyo Verdy 1969 - Classic Club Guide at FIFA.com
- The club players